# Karl-Heinz Dähn
Karl-Heinz Dähn (* 23. August 1926 in Kupferzell; † 21. August 2016) war ein deutscher Lehrer und Heimatforscher.

## Leben
Dähn wurde 1943 Luftwaffenhelfer, war 1943/1944 auf einem Internat in Schwäbisch Hall, ab 1944 Soldat und 1945/1946 in amerikanischer Kriegsgefangenschaft. Ab 1947 war er auf einem Internat in Künzelsau und machte dort 1950 das Abitur.
Bei seiner anschließenden zweijährigen Lehrerausbildung am Pädagogischen Institut Esslingen wurde er von Heinrich Roth in Erziehungswissenschaft und Psychologie unterrichtet. 1952 wurde er Schulleiter in Billensbach, 1964 wechselte er nach Löwenstein, wo er die Grundschule leitete. In Löwenstein betreute er 1969 bis 1987 ehrenamtlich das Stadtarchiv und regte von 1968 bis 1977 dauernde Ausgrabungen auf der Ruine Burg Löwenstein an, die er auch leitete. Sein Interesse an Burgen, mit denen er sich in den folgenden Jahrzehnten als Burgenkundler in Publikationen, Vorträgen und Exkursionen immer wieder beschäftigte, trug ihm den Beinamen Burgen-Dähn ein.
1973 wechselte Dähn als Schulleiter an die Gerhart-Hauptmann-Schule in Heilbronn und zog nach Untergruppenbach, blieb aber der Beschäftigung mit Löwensteiner Themen weiterhin treu und gab 1987 das Heimatbuch 700 Jahre Stadt Löwenstein heraus. Mit dem Schriftsteller Manfred Kyber, der in Löwenstein lebte und 1933 dort starb, beschäftigte sich Dähn ebenfalls immer wieder. Er schrieb ab 1968 mehrmals Artikel zu ihm, 2010 erschien eine Kyber-Biografie von Dähn. Aus dem Manfred-Kyber-Zimmer, das er 1968 mit seiner Frau in der Löwensteiner Grundschule einrichtete, entwickelte sich nach einer Zwischenstation im Rathaus das 1993 eröffnete Manfred-Kyber-Museum im Löwensteiner Freihaus.
Zum Schluss seiner beruflichen Karriere war Dähn von 1979 bis 1991 Direktor des Staatlichen Schulamts in Heilbronn und trat dann in den Ruhestand. Von 1977 bis 2003 war er stellvertretender Vorsitzender des Historischen Vereins Heilbronn, in dessen Jahrbüchern er zahlreiche Artikel veröffentlichte. Er beschäftigte sich auch mit den Ortsgeschichten von Neipperg und Stockheim und mit der Geschichte von Haus Neipperg und Burg Neipperg. In seiner Wahlheimat Untergruppenbach beschäftigte er sich besonders mit der Burg Stettenfels und gehörte zu den Gründern des dortigen Heimatvereins, dem er 2006 den Großteil seiner heimatgeschichtlichen Fachbibliothek (mit Ausnahme der Burgenliteratur) übereignete.
Dähn starb im August 2016 zwei Tage vor seinem 90. Geburtstag.

## Familie
Dähn war verheiratet. Aus der um 1952 geschlossenen Ehe mit seiner Frau Dorothea („Dodo“) gingen ein Sohn (* um 1954) und eine Tochter (* 1957) hervor.

## Auszeichnungen
Dähn wurde 1998 Ehrenmitglied des Historischen Vereins Heilbronn, erhielt im März 2008 den Manfred-Kyber-Gedächtnis-Preis und im April 2010 die Ehrennadel des Arbeitskreises Heimatpflege im Regierungsbezirk Stuttgart. Im Februar 2011 wurde er mit der Staufermedaille des Ministerpräsidenten für Verdienste um das Land Baden-Württemberg ausgezeichnet.